# Drachenmond Verlag
Der Drachenmond Verlag ist ein unabhängiger Verlag für Jugendbücher, Fantasy- und historische Romane. Er wurde 1996 von Astrid Behrendt gegründet und hat seinen Sitz in Hürth in Nordrhein-Westfalen. Der Verlagsladen, genannt Drachennest, befindet sich in Köln-Marsdorf.
Das Verlagsprogramm startete mit Kinderbüchern und Gedichtbänden und erweiterte sich auf Reiseberichte und Fantasy-, Liebes- und historische Romane. 2015 konnte die Verlegerin Julia Adrian mit ihrer Fantasy-Trilogie Die Dreizehnte Fee für den Verlag gewinnen, die Trilogie wurde u. a. mit dem LovelyBooks Leserpreis ausgezeichnet.
Die Coverdesigner Alexander Kopainski und Marie Graßhoff prägen mit ihren Coverdesigns maßgeblich das Erscheinungsbild des Verlages, dessen Verlagsprogramm seinen Schwerpunkt inzwischen in der Fantasy mit all seinen Ausprägungen gefunden hat. Seit 2022 bietet der Verlag Bücher mit Farbschnitt und Hardcover-Schmuckausgaben an. Zudem wird viel Wert auf eine individuelle Innenlayout-Gestaltung gelegt.
Der Verlag beschäftigt seit 2016 mehrere feste und freie Mitarbeiter. Das Verlagsprogramm ist über den eigenen Onlineshop sowie über den regulären Buchhandel zu beziehen.
Mehrfach im Jahr öffnen sich die Türen für Fans zum Frühlings-, Sommer-, Waffel-, Geister- und Winterfest, bei denen sich auch Autorinnen und Autoren einfinden. Zudem ist ein Einzelbesuch nach vorheriger Anmeldung möglich. Eine weitere Besonderheit sind die Angebote, insbesondere Neuerscheinungen mit einer persönlichen Namenswidmung zu erhalten.

## Programm
Im Verlag erscheinen vornehmlich Fantasyromane, die teilweise auch als Hörbuch erhältlich sind. Zudem bietet der Verlag Überraschungs-Buchboxen in unterschiedlichen Preissegmenten an (Drachenpost). Der Verlag ist Mitglied im Börsenverein des Deutschen Buchhandels. 2018 erzielte der Verlag einen Umsatz von knapp 1 Million Euro.

## Preise/Auszeichnungen
- 2015: LovelyBooks Leserpreis Bester Fantasyroman (3. Platz: Julia Adrian, Die Dreizehnte Fee – Erwachen)[4]
- 2016: LovelyBooks Leserpreis Bester Fantasyroman, (1. Platz: Ava Reed, Mondprinzessin und 3. Platz: Julia Adrian, Die Dreizehnte Fee - Entschlafen)[5]
- 2016: LovelyBooks Leserpreis Bestes Buchcover, (2. Platz: Alexander Kopainski für Mondprinzessin)[5]
- 2017: Skoutz Award Beste Anthologie (1. Platz: Christian Handel (Hrsg.) Hinter Dornenhecken und Zauberspiegeln)[6]
- 2017: Deutscher Phantastik Preis Beste Anthologie (1. Platz: Christian Handel (Hrsg.) Hinter Dornenhecken und Zauberspiegeln)[7]
- 2018: LovelyBooks Leserpreis Bester Fantasyroman (1. Platz: Lin Rina, Animant Crumbs Staubchronik)[8]
- 2018: LovelyBooks Leserpreis Bestes Buchcover (1. Platz: Marie Graßhoff für Animant Crumbs Staubchronik und 2. Platz: Nicole Böhm und Alexander Kopainski für Das Vermächtnis der Grimms)[8]
- 2018: Skoutz Award Bestes Buchcover (1. Platz: Marie Graßhoff für Animant Crumbs Staubchronik)[9]
- 2018: Skoutz Award Bestes History-Buch (1. Platz: Lin Rina Animant Crumbs Staubchronik)[9]
- 2018: Platz 15 der Science-Fiction- und Fantasy-Bestseller-Liste im Börsenblatt für Animant Crumbs Staubchronik von Lin Rina (Januar bis April 2018)[10]
- 2019: Skoutz Award Bestes Buchcover (1. Platz: Alexander Kopainski für Das Vermächtnis der Grimms)[11]

## Autoren (Auswahl)
- Julia Adrian
- Stephan R. Bellem
- Anne Bishop
- Nina Blazon
- Nicole Böhm
- Christian Handel
- Katharina V. Haderer
- Stefanie Hasse
- Carolin Herrmann
- Maja Köllinger
- Kai Meyer
- Nina MacKay
- Ava Reed
- Lin Rina
- Ney Sceatcher
- Janina Schneider-Tidigk
- Nica Stevens
- Teresa Sporrer
- Andreas Suchanek
- Stella Tack
- Mira Valentin